# Circondario di Forchheim
Il circondario di Forchheim è uno dei circondari dello stato tedesco della Baviera.
Fa parte del distretto governativo dell'Alta Franconia.

## Città e comuni
(Abitanti il 31 dicembre 2023)
| Città 1. Ebermannstadt (7 041) 2. Forchheim, (grande città circondariale) (33 610) 3. Gräfenberg (4 248) Comuni 1. Dormitz (2 031) 2. Effeltrich (2 546) 3. Eggolsheim (6 639) 4. Egloffstein (2 103) 5. Gößweinstein (4 405) 6. Hallerndorf (4 258) 7. Hausen (3 808) 8. Heroldsbach (5 151) 9. Hetzles (1 378) 10. Hiltpoltstein (1 517) 11. Igensdorf (5 153) 12. Kirchehrenbach (2 227) 13. Kleinsendelbach (1 468) 14. Kunreuth (1 424) 15. Langensendelbach (3 070) 16. Leutenbach (1 656) 17. Neunkirchen a.Brand (8 141) 18. Obertrubach (2 266) 19. Pinzberg (1 997) 20. Poxdorf (1 537) 21. Pretzfeld (2 383) 22. Unterleinleiter (1 150) 23. Weilersbach (2 039) 24. Weißenohe (1 216) 25. Wiesenthau (1 643) 26. Wiesenttal (2 620) |